# American Fiction
American Fiction (titulada Ficción estadounidense en Hispanoamérica) es una película de comedia dramática estadounidense de 2023 escrita y dirigida por Cord Jefferson, en su debut como director. Basada en la novela Erasure de 2001, de Percival Everett, la película sigue a un novelista y profesor frustrado que, por despecho, escribe en broma un libro "negro" cargado de estereotipos. El libro se publica y recibe fama y elogios generalizados. Está protagonizada por Jeffrey Wright, Tracee Ellis Ross, Issa Rae y Sterling K. Brown.

## Reparto
| - Jeffrey Wright como Thelonious "Monk" Ellison - Tracee Ellis Ross como Lisa Ellison - Issa Rae como Sintara Golden - Sterling K. Brown como Clifford "Cliff" Ellison - John Ortiz como Arthur - Erika Alexander como Coraline - Adam Brody como Wiley - Leslie Uggams como Agnes Ellison | - Myra Lucretia Taylor como Lorraine - Okieriete Onaodowan como Van Go Jenkins - Keith David como Willy the Wonker - Raymond Anthony Thomas como Maynard - Miriam Shor como Paula Bateman - J. C. MacKenzie como Carl Brunt - Patrick Fischler como Mandel - Michael Cyril Creighton como John Bosco |

## Producción
El 10 de noviembre de 2022, se informó que Jeffrey Wright fue elegido para una película sin título, basada en la novela Erasure de Percival Everett. Cord Jefferson adaptaría la novela y dirigiría en su debut como director. T-Street Productions y MRC Film serían las encargas de producir la película. El 2 de diciembre de 2022, se anunció que Tracee Ellis Ross también protagonizaría la película junto con Erika Alexander, Leslie Uggams, Sterling K. Brown, Myra Lucretia Taylor, John Ortiz, Issa Rae y Adam Brody.
La película concluyó su producción en la ciudad estadounidense de Boston a principios de diciembre. Ese mes, Orion Pictures productora de MGM adquirió los derechos de distribución mundial de la película. En julio de 2023, con el anuncio de su estreno mundial, se informó que el título de la película era American Fiction. Es la primera película de Orion que se distribuye a través de Amazon MGM Studios Distribution.

## Estreno
American Fiction se estrenó en la 48.º edición del Festival Internacional de Cine de Toronto el 8 de septiembre de 2023, donde ganó el Premio del Público. A esto le siguió una carrera en el circuito de festivales, que culminó con un estreno limitado en Estados Unidos en el Teatro Samuel Goldwyn de Los Ángeles el 5 de diciembre de 2023. Su estreno en cines está programado para el 15 de diciembre de 2023, con una expansión a la semana siguiente (22 de diciembre de 2023). La película estaba inicialmente programada para el 3 de noviembre de 2023 como fecha de estreno antes de cambiar a su fecha actual.
En otros territorios, la película está programada para ser estrenada en el Reino Unido e Irlanda por Curzon Film el 2 de febrero de 2024.

## Recepción

### Críticas
En el sitio web de recopilación de reseñas Rotten Tomatoes, el 93% de las reseñas de 60 críticos son positivas, con una calificación promedio de 7,9/10. El consenso del sitio web dice: "Jeffrey Wright y la ficción estadounidense siempre serán inextricables gracias al enfoque comprometido del actor con el material claramente humorístico y revelador". Metacritic, que utiliza un promedio ponderado, asignó a la película una puntuación de 80 sobre 100, basado en 17 críticas, lo que indica críticas "generalmente favorables".

### Premios y nominaciones
| Premio                                                           | Fecha                    | Categoría                                            | Nominado                                                            | Resultado     | Ref.   |
| ---------------------------------------------------------------- | ------------------------ | ---------------------------------------------------- | ------------------------------------------------------------------- | ------------- | ------ |
| Festival Internacional de Cine de Toronto                        | 17 de septiembre de 2023 | Premio del Público                                   | American Fiction                                                    | Ganadora      | [ 18 ] |
| Heartland International Film Festival                            | 15 de octubre de 2023    | Premio Humor & Humanity                              | Cord Jefferson                                                      | Ganador       |        |
| Mill Valley Film Festival                                        | 16 de octubre de 2023    | Cine estadounidense                                  | Cord Jefferson                                                      | Ganador       | [ 19 ] |
| Mill Valley Film Festival                                        | 16 de octubre de 2023    | Dirección innovadora                                 | Cord Jefferson                                                      | Ganador       | [ 19 ] |
| San Diego International Film Festival                            | 21 de octubre de 2023    | Mejor Película de Gala                               | American Fiction                                                    | Ganadora      | [ 20 ] |
| Middleburg Film Festival                                         | 22 de octubre de 2023    | Premio del Público a la Película Narrativa           | American Fiction                                                    | Ganadora      | [ 21 ] |
| Celebration of Cinema & Television                               | 4 de diciembre de 2023   | Visionary Award                                      | Jeffrey Wright                                                      | Ganador       | [ 22 ] |
| Windsor International Film Festival                              | 29 de octubre de 2023    | Premio LIUNA del público                             | American Fiction                                                    | Segundo lugar | [ 23 ] |
| Festival de Cine de Virginia                                     | 29 de octubre de 2023    | Premio de los programadores - Largometraje narrativo | American Fiction                                                    | Ganadora      | [ 24 ] |
| Festival de Cine de Virginia                                     | 29 de octubre de 2023    | Premio al director innovador                         | Cord Jefferson                                                      | Ganador       | [ 24 ] |
| Savannah Film Festival                                           | 2 de noviembre de 2023   | Audience Award                                       | American Fiction                                                    | Segundo lugar | [ 25 ] |
| Premios de Música de Hollywood de Medios de Comunicación         | 15 de noviembre de 2023  | Mejor banda sonora original                          | Laura Karpman                                                       | Nominada      | [ 26 ] |
| Premios Gotham                                                   | 27 de noviembre de 2023  | Mejor actuación protagonista                         | Jeffrey Wright                                                      | Nominado      | [ 27 ] |
| American Film Institute Awards                                   | 7 de diciembre de 2023   | Top 10 Películas del año                             | American Fiction                                                    | Ganadora      | [ 28 ] |
| Premios de la Asociación de Críticos de Cine de Washington D. C. | 10 de diciembre de 2023  | Mejor película                                       | American Fiction                                                    | Ganadora      | [ 29 ] |
| Premios de la Asociación de Críticos de Cine de Washington D. C. | 10 de diciembre de 2023  | Mejor actor                                          | Jeffrey Wright                                                      | Nominada      | [ 29 ] |
| Premios de la Asociación de Críticos de Cine de Washington D. C. | 10 de diciembre de 2023  | Mejor actor de reparto                               | Sterling K. Brown                                                   | Nominada      | [ 29 ] |
| Premios de la Asociación de Críticos de Cine de Washington D. C. | 10 de diciembre de 2023  | Mejor guion adaptado                                 | Cord Jefferson                                                      | Ganador       | [ 29 ] |
| Premios de la Asociación de Críticos de Cine de Washington D. C. | 10 de diciembre de 2023  | Mejor reparto                                        | American Fiction                                                    | Nominada      | [ 29 ] |
| Premios de la Asociación de Críticos de Cine de Los Ángeles      | 10 de diciembre de 2023  | Mejor actuación protagonista                         | Jeffrey Wright                                                      | Segundo lugar | [ 30 ] |
| Premios de la Asociación de Críticos de Cine de Boston           | 10 de diciembre de 2023  | Mejor nuevo cineasta                                 | Cord Jefferson                                                      | Segundo lugar | [ 31 ] |
| Premios de la Asociación de Críticos de Cine de Chicago          | 12 de diciembre de 2023  | Premio Milos Stehlik al cineasta revelación          | Cord Jefferson                                                      | Nominada      | [ 32 ] |
| Asociación de Críticos de Cine de San Luis                       | 17 de diciembre de 2023  | Mejor película                                       | American Fiction                                                    | Nominada      | [ 33 ] |
| Asociación de Críticos de Cine de San Luis                       | 17 de diciembre de 2023  | Mejor película de comedia                            | American Fiction                                                    | Nominada      | [ 33 ] |
| Asociación de Críticos de Cine de San Luis                       | 17 de diciembre de 2023  | Mejor actor                                          | Jeffrey Wright                                                      | Nominado      | [ 33 ] |
| Asociación de Críticos de Cine de San Luis                       | 17 de diciembre de 2023  | Mejor actor de reparto                               | Sterling K. Brown                                                   | Nominado      | [ 33 ] |
| Asociación de Críticos de Cine de San Luis                       | 17 de diciembre de 2023  | Mejor guion adaptado                                 | Cord Jefferson                                                      | Segundo lugar | [ 33 ] |
| Florida Film Critics Circle Awards                               | 21 de diciembre de 2023  | Mejor guion adaptado                                 | Cord Jefferson                                                      | Nominado      | [ 34 ] |
| Florida Film Critics Circle Awards                               | 21 de diciembre de 2023  | Mejor ópera prima                                    | Cord Jefferson                                                      | Nominado      | [ 34 ] |
| Astra Film and Creative Arts Awards                              | 6 de enero de 2024       | Mejor película                                       | American Fiction                                                    | Nominado      | [ 35 ] |
| Astra Film and Creative Arts Awards                              | 6 de enero de 2024       | Mejor director                                       | Cord Jefferson                                                      | Nominado      | [ 35 ] |
| Astra Film and Creative Arts Awards                              | 6 de enero de 2024       | Mejor actor                                          | Jeffrey Wright                                                      | Nominado      | [ 35 ] |
| Astra Film and Creative Arts Awards                              | 6 de enero de 2024       | Mejor guion adaptado                                 | Cord Jefferson                                                      | Ganador       | [ 35 ] |
| Astra Film and Creative Arts Awards                              | 6 de enero de 2024       | Mejor ópera prima                                    | Cord Jefferson                                                      | Nominado      | [ 35 ] |
| Astra Film and Creative Arts Awards                              | 26 de febrero de 2024    | Mejor casting                                        | Jennifer Euston                                                     | Nominado      | [ 35 ] |
| Premios Globo de Oro                                             | 7 de enero de 2024       | Mejor película - Comedia o musical                   | American Fiction                                                    | Nominada      | [ 36 ] |
| Premios Globo de Oro                                             | 7 de enero de 2024       | Mejor actor - Comedia o musical                      | Jeffrey Wright                                                      | Nominada      | [ 36 ] |
| Premios de la Crítica Cinematográfica                            | 14 de enero de 2024      | Mejor película                                       | American Fiction                                                    | Nominado      | [ 37 ] |
| Premios de la Crítica Cinematográfica                            | 14 de enero de 2024      | Mejor actor                                          | Jeffrey Wright                                                      | Nominado      | [ 37 ] |
| Premios de la Crítica Cinematográfica                            | 14 de enero de 2024      | Mejor actor de reparto                               | Sterling K. Brown                                                   | Nominado      | [ 37 ] |
| Premios de la Crítica Cinematográfica                            | 14 de enero de 2024      | Mejor guion adaptado                                 | Cord Jefferson                                                      | Ganador       | [ 37 ] |
| Premios de la Crítica Cinematográfica                            | 14 de enero de 2024      | Mejor comedia                                        | American Fiction                                                    | Nominado      | [ 37 ] |
| Premios Independent Spirit                                       | 25 de febrero de 2024    | Mejor película                                       | Cord Jefferson, Jermaine Johnson, Nikos Karamigios, and Ben LeClair | Nominado      | [ 38 ] |
| Premios Independent Spirit                                       | 25 de febrero de 2024    | Mejor actuación protagonista                         | Jeffrey Wright                                                      | Ganador       | [ 38 ] |
| Premios Independent Spirit                                       | 25 de febrero de 2024    | Mejor actuación de reparto                           | Erika Alexander                                                     | Nominada      | [ 38 ] |
| Premios Independent Spirit                                       | 25 de febrero de 2024    | Mejor actuación de reparto                           | Sterling K. Brown                                                   | Nominado      | [ 38 ] |
| Premios Independent Spirit                                       | 25 de febrero de 2024    | Mejor guion                                          | Cord Jefferson                                                      | Ganador       | [ 38 ] |
| Premios Óscar                                                    | 10 de marzo de 2024      | Mejor película                                       | Ben LeClair, Nikos Karamingios, Cord Jefferson y Jermaine Johnson   | Nominados     | [ 39 ] |
| Premios Óscar                                                    | 10 de marzo de 2024      | Mejor actor                                          | Jeffrey Wright                                                      | Nominado      | [ 39 ] |
| Premios Óscar                                                    | 10 de marzo de 2024      | Mejor actor de reparto                               | Sterling K. Brown                                                   | Nominados     | [ 39 ] |
| Premios Óscar                                                    | 10 de marzo de 2024      | Mejor guion adaptado                                 | Cord Jefferson                                                      | Ganador       | [ 39 ] |
| Premios Óscar                                                    | 10 de marzo de 2024      | Mejor banda sonora                                   | Laura Karpman                                                       | Nominados     | [ 39 ] |